# Frugalt tal
Frugalt tal är ett naturligt tal som innehåller fler siffror än antalet siffror i dess primtalsfaktorisering (inklusive exponenter). Till exempel är de första frugala talen i basen 10 är 125 (53), 128 (27), 243 (35) och 256 (28). Frugala tal finns också i andra baser, till exempel binära talsystemet där 32 är ett frugalt tal då 10101 = 100000.
De första frugala talen i basen 10 är:
125, 128, 243, 256, 343, 512, 625, 729, 1024, 1029, 1215, 1250, 1280, 1331, 1369, 1458, 1536, 1681, 1701, 1715, 1792, 1849, 1875, 2048, 2187, 2197, 2209, 2401, 2560, 2809, 3125, 3481, 3584, 3645, 3721, 4096, 4374, 4375, 4489, 4802, 4913, … (talföljd A046759 i OEIS)